# Namaka (księżyc)
Namaka – jeden z dwóch księżyców planety karłowatej (136108) Haumea. Ma średnicę szacowaną na ok. 160 km, a krąży w średniej odległości ok. 25 650 km od Haumei. Nazwa księżyca pochodzi z mitologii hawajskiej.